# McDonnell Douglas MD-11
McDonnell Douglas MD-11 (рус. Макдоннелл Дуглас МД-11) — небольшое семейство широкофюзеляжных авиалайнеров средней и дальней протяжённости полётов.

## Аэродинамическая схема
Трёхмоторный турбовентиляторный низкоплан с расположением двух двигателей под крылом и одним сзади над фюзеляжем, со стреловидным крылом и однокилевым оперением.

## Общие сведения

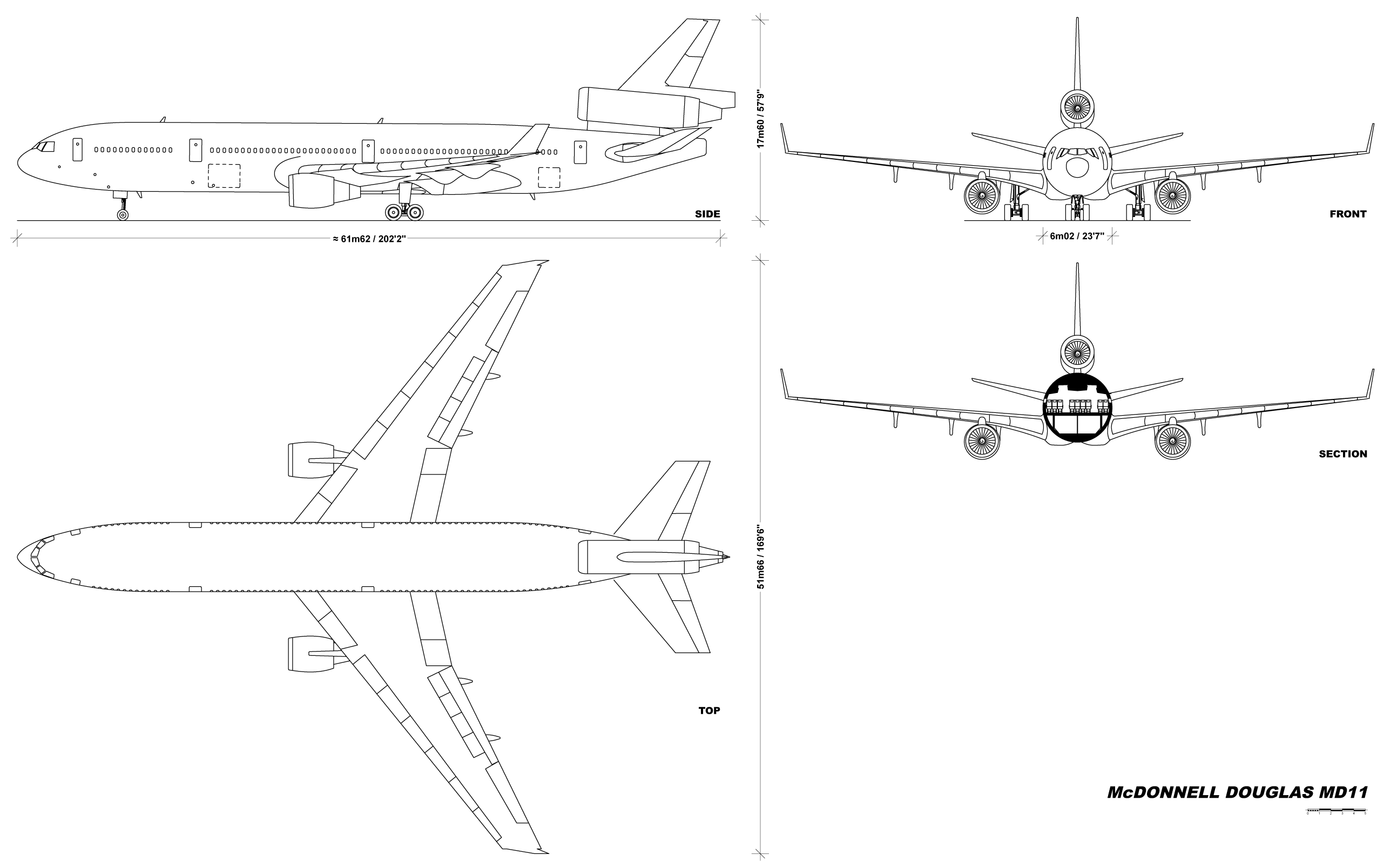
MD-11 в трёх проекциях

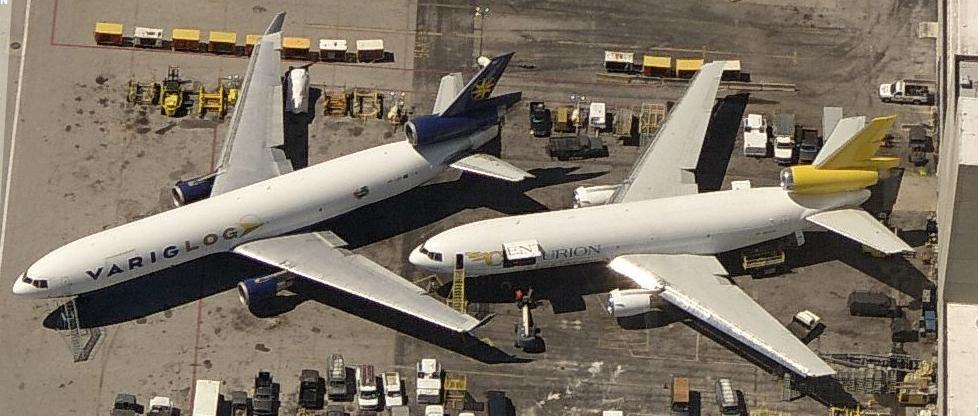
Слева — MD-11, справа — DC-10

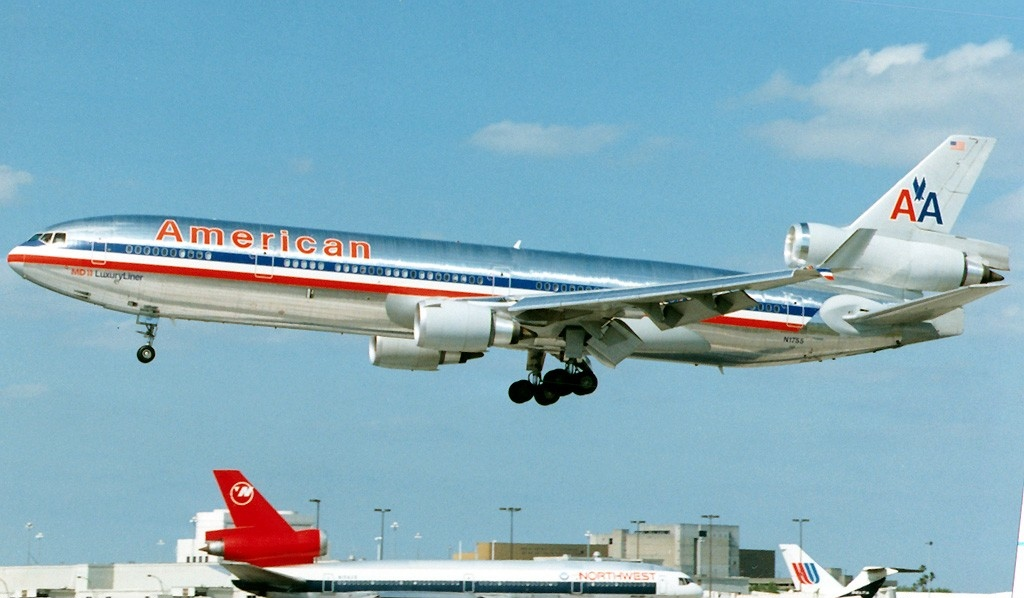
MD-11 American Airlines

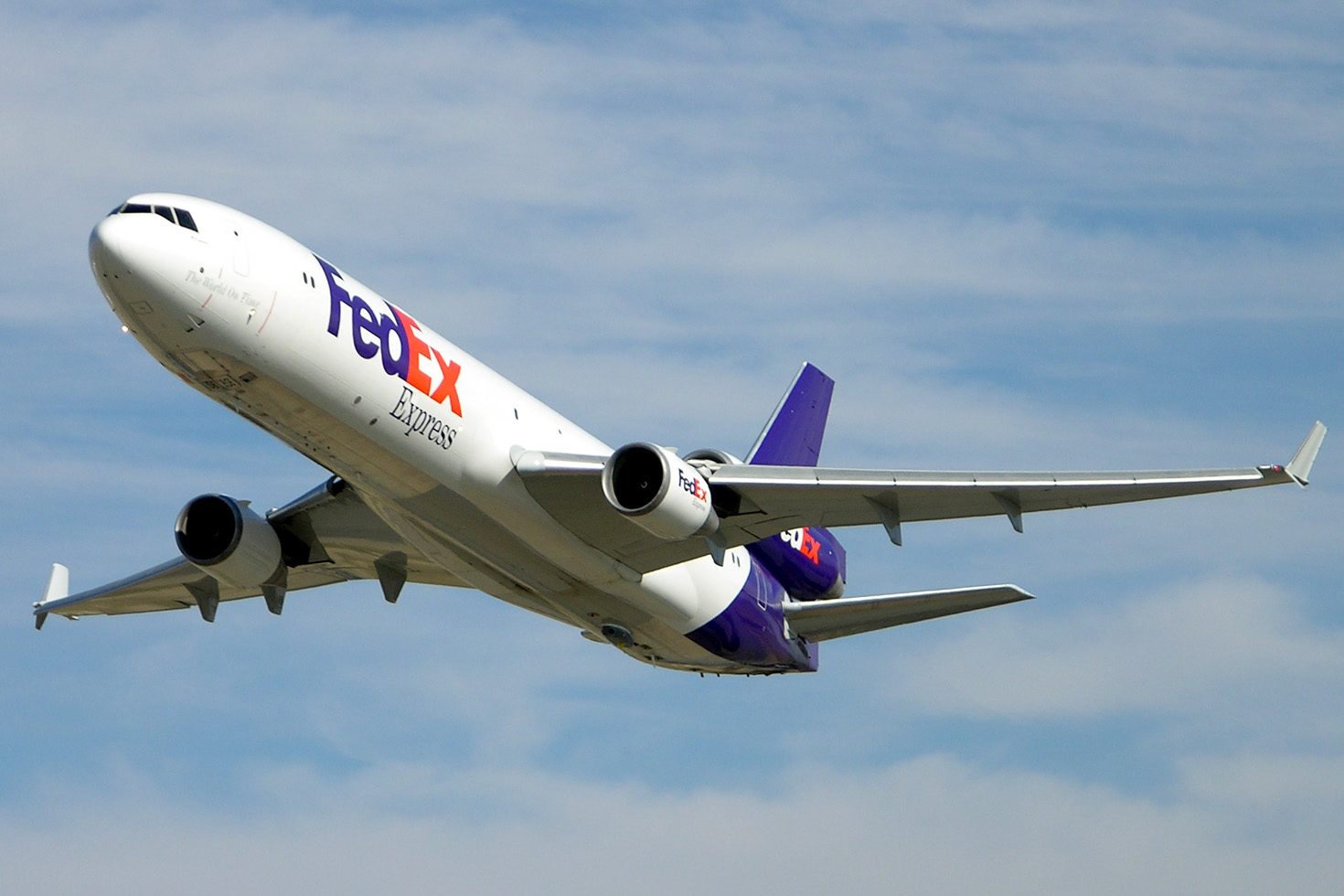
MD-11F FedEx

McDonnell Douglas MD-11 является по сути сильно доработанной, немного удлинённой версией McDonnell Douglas DC-10 с более мощными двигателями.
Работы над проектом этого самолёта начались 30 декабря 1986 года, когда авиакомпания British Caledonian разместила заказ на три машины этого типа. MD-11 стал результатом двухлетних исследований путей улучшения находившейся тогда в производстве модели DC-10. Самолёт совершил свой первый полёт 10 января 1990 года, он прошёл сертификацию в ноябре того же года и первый коммерческий экземпляр был передан авиакомпании Finnair 7 декабря 1990 года.
Основные отличия этого самолёта от своего предшественника DC-10 заключались в удлинённом на 5,71 метра фюзеляже, наличии законцовок (винглетов) на концах крыла, изменённом хвостовом оперении. Кроме того, MD-11 был оборудован самой современной кабиной на двух пилотов с новейшей системой управления EFIS, которая отображала всю полётную информацию на шести мониторах, также был переделан пассажирский салон и установлены новые двигатели. MD-11 предлагался покупателям в четырёх вариантах:
- MD-11ER — самолёт с увеличенным радиусом полёта,
- MD-11F — грузовой вариант,
- MD-11C — вариант «комби», когда часть салона занимали пассажирские места, а часть отводилась для груза,
- MD-11CF — мог легко переделываться в пассажирский или грузовой, в зависимости от требований конкретного полёта,
- MD-11 — базовый пассажирский вариант.

McDonnell Douglas предлагал и несколько более экзотических проектов этого самолёта, например с увеличенной длиной фюзеляжа для размещения ещё большего количества пассажиров или груза, или даже предлагалось установить на нижней палубе дополнительные места и специальные окна, и использовать этот новый салон для обозрения панорамы во время полёта, но все эти варианты не нашли должного отклика у покупателей. В 1996 году McDonnell Douglas предполагал начать работу над проектом самолёта MD-XX (МД-ЭксЭкс), который должен был иметь изменённую конструкцию крыла. Планировалось создать два варианта этого самолёта: первый с фюзеляжем от стандартного MD-11 и способного летать на расстояние 15 тысяч 565 километров, и второй, с увеличенным фюзеляжем, способным вместить до 375 пассажиров. Но и этот проект так и не был реализован.
В ноябре 1997 года после слияния McDonnell Douglas и Boeing, последний объявил, что MD-11 по-прежнему будет оставаться на производственной линии в основном в качестве грузового самолёта. Однако в июне 1998 года Boeing переменил своё решение, мотивируя это тем, что самолёт недостаточно востребован на насыщенном рынке коммерческих авиалайнеров. В результате его производство было свёрнуто. Последний MD-11 был выпущен 22 февраля 2001 года и передан авиакомпании Lufthansa Cargo. Всего за всё время было изготовлено двести машин. В начале апреля 2014 года (после заявления 27 марта о банкротстве World Airways) в пассажирской эксплуатации оставалось только четыре самолёта (все у авиакомпании KLM), в сентябре — три. 26 октября 2014 года ранним утром по московскому времени в аэропорту Схипхол совершили посадку два последних коммерческих рейса MD-11 из Торонто и Монреаля (борта PH-ΚСB и PH-KCE). MD-11 в настоящее время эксплуатируется только в грузовом варианте. 
MD-11 — один из самых «тяжёлых» по грузонапряжённости лайнеров. Классификационное число воздушного судна (ACN) варьируется от 56 до 114 (!), что требует исключительной прочности бетонных оснований взлётно-посадочных полос.

## Лётно-технические характеристики
- Экипаж: 2 человека
- Количество пассажиров:
  - вариант пассажирской кабины разделённой на три класса: 298 пассажиров
  - вариант пассажирской кабины разделённой на два класса: 323 пассажира
  - вариант пассажирской кабины с одним классом: до 410 пассажиров
- Двигатели:
  - Три Pratt and Whitney PW4460 тягой 60 000 lb, или
  - Три Pratt and Whitney PW4462 тягой 62 000 lb, или
  - Три General Electric CF6-80C2D1F тягой 61 500 lb
- Максимальный взлётный вес:
  - Для модификации MD-11: 273 289 кг
  - Для модификации MD-11F: 280 000 кг
  - Для модификации MD-11С: 280 000 кг
  - Для модификации MD-11CF: 283 965 кг
  - Для модификации MD-11ER: 286 000 кг
- Максимальная дальность полёта:
  - Для модификации MD-11F: 7242 км
  - Для модификации MD-11C: 12 392 км
  - Для модификации MD-11ER 13 408 км
- Максимальная рейсовая скорость:  945 км/ч (на высоте 9450 м)
- Крейсерская скорость: 876 км/ч (на высоте 12 600 м)
- Размах крыла: 51,77 м
- Максимальная длина: 61,24 м
- Максимальная высота: 17,6 м
- Площадь крыла: 338,9 м²

## Потери самолётов
По данным сайта Aviation Safety Network, по состоянию на 10 января 2020 года в общей сложности в результате катастроф и серьёзных аварий были потеряны десять самолётов McDonnell Douglas MD-11. Попыток угона не было. Всего в этих происшествиях погибли 247 человек.
| Дата       | Бортовой номер | Место происшествия  | Жертвы  | Краткое описание |
| ---------- | -------------- | ------------------- | ------- | --- |
| 06.04.1993 | B-2171         | Тихий океан         | 2/225   | Из-за случайного выпуска предкрылок попал в сложное пространственное положение и потерял 1500 метров высоты. Совершил аварийную посадку на Аляске. Самолёт был восстановлен. |
| 31.07.1997 | N611FE         | Ньюарк              | 0/5     | Грузовой рейс. Грубая посадка из-за ошибки КВС. |
| 02.09.1998 | HB-IWF         | Атлантический океан | 229/229 | Пожар на борту из-за неисправной электропроводки. |
| 15.04.1999 | HL7373         | Шанхай              | 5+3/3   | Грузовой рейс. Разбился при взлёте из-за ошибки экипажа. |
| 22.08.1999 | B-150          | Гонконг             | 3/315   | Грубая посадка перегруженного самолёта в сложных метеоусловиях. |
| 17.10.1999 | N581FE         | Сабик Бей           | 0/2     | Грузовой рейс. Грубая посадка из-за неверных показаний приборов. |
| 23.03.2009 | N526FE         | Токио               | 2/2     | Грузовой рейс. Разбился при посадке, «козление» из-за сдвига ветра. |
| 09.06.2009 | HZ-ANB         | Хартум              | 0/2     | Грузовой рейс. Взрыв шины передней стойки шасси при посадке. Списан. |
| 28.11.2009 | Z-BAV          | Шанхай              | 3/7     | Грузовой рейс. При взлёте зацепил килем ВПП, потерял высоту и разбился. |
| 27.07.2010 | D-ALCQ         | Эр-Рияд             | 0/2     | Грузовой рейс. Разбился при посадке и загорелся. |
| 13.10.2012 | N988AR         | Кампинас            | 0/4     | Грузовой рейс. При посадке разрушилась левая основная стойка шасси, левый двигатель опустился на ВПП и получил повреждения.                                                  |
| 06.06.2016 | N277UP         | Сеул                | 0/4     | Грузовой рейс. При посадке выкатился за пределы ВПП, разрушилась передняя стойка шасси, оба двигателя полностью разбиты. Списан.                                             |